# Computerfreak
Computerfreak (auch: Chippie, Freak, Geek oder Nerd) ist eine seit den 1980er Jahren verwendete umgangssprachliche Bezeichnung für einen Computerenthusiasten, dem überdurchschnittliche Kenntnisse im Umgang mit Computern oder im Bereich der Informatik sowie Eigenschaften wie hohe Intelligenz, mitunter auch soziale Zurückgezogenheit oder Eigenbrötlertum zugeschrieben werden.

## Geschichte
Die ursprüngliche Verwendung wurde oft abwertend im Sinne von Computerheini gebraucht und bezog sich in den 1980er Jahren scherzhaft auf jemanden, der ständig vor dem Computer sitzt und dadurch in gesellschaftliche Abgeschiedenheit gerät.

## Weitere Bezeichnungen
Eine weitere, im Deutschen seit den 1990er Jahren gebräuchliche Bezeichnung für Computerfreak ist (Computer-)Nerd, wobei diese Bezeichnung in Computerkreisen als Kompliment gilt. Positiv betrachtet ist ein Nerd ein Individualist, negativ gesehen ein verschrobener Einzelgänger, den vor allem drei Eigenschaften mit anderen Nerds verbinden: soziale Vernetzung per Mausklick, Ironie und Intelligenz. Als besonders ausgeprägte Form des Computerfreaks gehört zum Nerd das Klischee eines Eigenbrötlers, der das Haus nur mit Bekenner-T-Shirt und Jesuslatschen verlässt, vorwiegend allein agiert, selten auch innerhalb abgeschotteter Gruppen, und keinen Wert auf die Meinung von Noobs legt.
Eine ähnliche Verwendung findet die Bezeichnung (Computer-)Geek. Dem Klischee nach organisieren sich Geeks in Gruppen, folgen einem gruppenspezifischen Ehrenkodex und verwenden untereinander ihre eigene verklausulierte Sprache, die für Uneingeweihte nur schwer zu verstehen ist. Ein Beispiel für eine solche Kommunikation stellt die Verwendung des Geek-Codes dar.
Computerenthusiasten, die eine Affinität zur Hackerkultur zeigen, nennen sich gerne Nerd oder Geek.

## In der Popkultur
Der Humorist Heinz Strunk widmete dem Computerfreak auf seinem Album Einz (2003) das Stück Computerfreak.
Computerfreak, Computerfreak

Lebst in deiner Welt,

hackst mit dicken Fingern

in die Tastatur.

Computerfreak, Computerfreak

Abgeschottet, ausgesperrt,

suchst im Chat Erlösung

und findest nur dich selbst,

Wirklichkeit und Fantasie

verschmelzen zu einem Klumpen,

aus virtueller Masse

und binärem Code.